# وی زونگان
وی زونگان (انگلیسی: Wei Zongwan; ۲۴ نوامبر ۱۹۳۸ – ) بازیگر اهل چین بود. وی از سال ۱۹۸۲ میلادی تاکنون مشغول فعالیت بوده‌است.
از فیلم‌ها یا برنامه‌های تلویزیونی که وی در آن نقش داشته‌است می‌توان به ۱۹۱۱، نیمی خدایی و نیمی شیطانی اشاره کرد.